# Оставленные (фильм, 2014)
«Оставленные» (англ. Left Behind) — религиозный фантастический фильм, снятый режиссёром Виком Армстронгом. Главные роли в фильме исполнили Николас Кейдж и Чад Майкл Мюррей. Премьера в мире состоялась 2 октября 2014 года.

## Сюжет
Летчик Рейфорд «Рэй» Стил — капитан на обычном пассажирском рейсе Нью-Йорк — Лондон. Его провожает дочь Хлоя. В семейной жизни Стила проблемы, он практически развелся с женой. Мать Хлои — очень набожная женщина, тогда как Рэй далек от истинной веры. Хлоя видит, как немолодой уже Рэй, не скрываясь, ухаживает за привлекательной юной стюардессой. Хлоя перед вылетом знакомится с известным журналистом Баком Уильямсом и оставляет ему телефон. В аэропорту некоторые пассажиры рассуждают о грядущем конце света.
Вскоре после взлёта на борту самолета начинаются необъяснимые события. Часть пассажиров бесследно исчезает, оставив одежду и личные вещи. Исчезает и второй пилот. Такие же трагические события происходят по всей земле. Хлоя находилась в торговом центре, когда начали пропадать люди. Оставшихся охватывает паника. (Это исчезновение некоторыми христианскими конфессиями объясняется как тайное взятие праведников при Втором Пришествии, другие конфессии на основе Священного Писания учат о том, что Второе Пришествие будет явным также и для грешников.)
Рэй с трудом наводит порядок на борту и выравнивает крен. Проанализировав ситуацию, он понимает, что все исчезнувшие — это верующие христиане или дети. Рэй разворачивает воздушное судно и собирается вернуться в аэропорт JFK. В воздухе он едва не сталкивается с другим судном, потерявшим управление и летевшем навстречу на одном эшелоне. От легкого столкновения повреждёны элероны и рули высоты. Вышли из строя датчики и неизвестно, сколько топлива на борту. На земле никто не готов принять самолёт в аварийном состоянии, диспетчеры молчат. Приводнение с повреждёнными рулями высоты крайне опасно. Полосы аэропортов забиты. В последний момент Рэю с земли помогает Хлоя, до которой чудом дозвонился Бак. Рэй решает посадить самолет на ремонтируемое шоссе, где есть достаточно свободный участок. По навигатору на смартфоне Хлоя передаёт на борт координаты. Начало шоссе девушка подсветила взрывом бензина из подожжённой машины. Самолёт удаётся посадить.

## В ролях
- Николас Кейдж — Рэйфорд Стил[3]
- Чад Майкл Мюррей — Бак Уильямс[4]
- Касси Томсон — Хлоя Стил[5]
- Никки Уилан — Хэтти Дарем
- Джордин Спаркс — Шаста Карвелл
- Мартин Клебба — Мэлвин Вейр
- Куинтон Аарон — Саймон
- Лори «Лоло» Джонс — Лори
- Лиа Томпсон — Ирен Стил
- Уильям Рэгсдэйл — Крис Смит